# 711
711 (DCCXI) var ett normalår som började en torsdag i den julianska kalendern.

## Händelser

### Juli
- 19 juli – Araberna erövrar Sindh och Multan. Spanien blir arabiskt, sånär som på den yttersta norden.[1]

### Okänt datum
- Det västgotiska riket går under genom Arabiska erövringen av Iberiska halvön.
- Umayyadkalifatets erövring av Sindh under islamiska erövringen av Indien.

## Födda
- 21 februari – Suzong av Tang, kinesisk kejsare.

## Avlidna
- 23 april – Childebert III, kung av Frankerriket sedan 695

### Fotnoter
1. ↑  World Statesmen (läst 7 april 2011)